# Palude Selvote
Palude Selvote este o arie protejată (arie specială de conservare — SAC, sit de importanță comunitară — SCI) din Italia întinsă pe o suprafață de 68 ha, integral pe uscat.

## Localizare
Centrul sitului Palude Selvote este situat la coordonatele 45°52′55″N 13°11′20″E / 45.8819°N 13.1889°E.

## Înființare
Situl Palude Selvote a fost declarat sit de importanță comunitară în septembrie 1995 pentru a proteja 4 specii de plante și 39 de specii de animale. Situl a fost protejat și ca arie specială de conservare în octombrie 2013.

## Biodiversitate
Situată în ecoregiunea continentală, aria protejată conține 10 habitate naturale: Păduri aluvionare cu Alnus glutinosa și Fraxinus excelsior (Alno-Padion, Alnion incanae, Salicion albae), Mlaștini alcaline, Pajiști cu Molinia pe soluri calcaroase, turboase sau argilos-nămoloase (Molinion caeruleae), Lacuri și iazuri distrofice naturale, Ape stătătoare oligotrofe până la mezotrofe, cu vegetație de Littorelletea uniflorae și/sau de Isoëto-Nanojuncetea, Liziere de ierburi înalte hidrofile de câmpie și de nivel montan până la alpin, Cursuri de apă de la nivel de câmpie la nivel montan, cu vegetație Ranunculion fluitantis și Callitricho-Batrachion, Mlaștini calcaroase cu Cladium mariscus și specii de Caricion davallianae, Păduri mixte riverane de Quercus robur, Ulmus laevis și Ulmus minor, Fraxinus excelsior sau Fraxinus angustifolia, de-a lungul marilor râuri (Ulmenion minoris), Ape puternic oligomezotrofe cu vegetație bentonică cu Chara spp..
La baza desemnării sitului se află mai multe specii protejate:
- plante (4): Armeria helodes, Erucastrum palustre, Euphrasia marchesettii, Gladiolus palustris
- păsări (29): privighetoare-de-baltă (Acrocephalus melanopogon), pescăruș albastru (Alcedo atthis), egretă mare (Ardea alba), stârc roșu (Ardea purpurea), stârc galben (Ardeola ralloides), buhai de baltă (Botaurus stellaris), bătăuș (Calidris pugnax), chirighiță neagră (Chlidonias niger), barză neagră (Ciconia nigra), erete de stuf (Circus aeruginosus), erete vânăt (Circus cyaneus), erete cenușiu (Circus pygargus), gușă vânătă (Cyanecula svecica), ciocănitoare neagră (Dryocopus martius), egretă mică (Egretta garzetta), șoim călător (Falco peregrinus), vânturel de seară (Falco vespertinus), cocor (Grus grus), stârc pitic (Ixobrychus minutus), sfrâncioc roșiatic (Lanius collurio), pescăruș-cu-cap-negru (Larus melanocephalus), ciocârlie de pădure (Lullula arborea), gaia neagră (Milvus migrans), stârc de noapte (Nycticorax nycticorax), vultur pescar (Pandion haliaetus), viespar (Pernis apivorus), ploier auriu (Pluvialis apricaria), cresteț pestriț (Porzana porzana), fluierar de mlaștină (Tringa glareola)
- amfibieni (3): izvoraș-cu-burta-galbenă (Bombina variegata), Rana latastei, Triturus carnifex
- nevertebrate (3): Austropotamobius pallipes, Coenonympha oedippus, Maculinea teleius
- pești (3): Barbus plebejus, Cobitis bilineata, zglăvoacă (Cottus gobio)
- reptile (1): țestoasa de baltă (Emys orbicularis)

Pe lângă speciile protejate, pe teritoriul sitului au mai fost identificate 10 specii de plante, 3 specii de amfibieni, 2 specii de mamifere, 1 specie de nevertebrate, 3 specii de pești, 7 specii de reptile.